# Mortes em abril de 2023
Mortes em 2023: ← Janeiro – Fevereiro – Março – Abril – Maio – Junho – Julho – Agosto – Setembro – Outubro – Novembro – Dezembro →
Esta é uma relação de pessoas notáveis que morreram durante o mês de abril de 2023, listando nome, nacionalidade, ocupação e ano de nascimento.

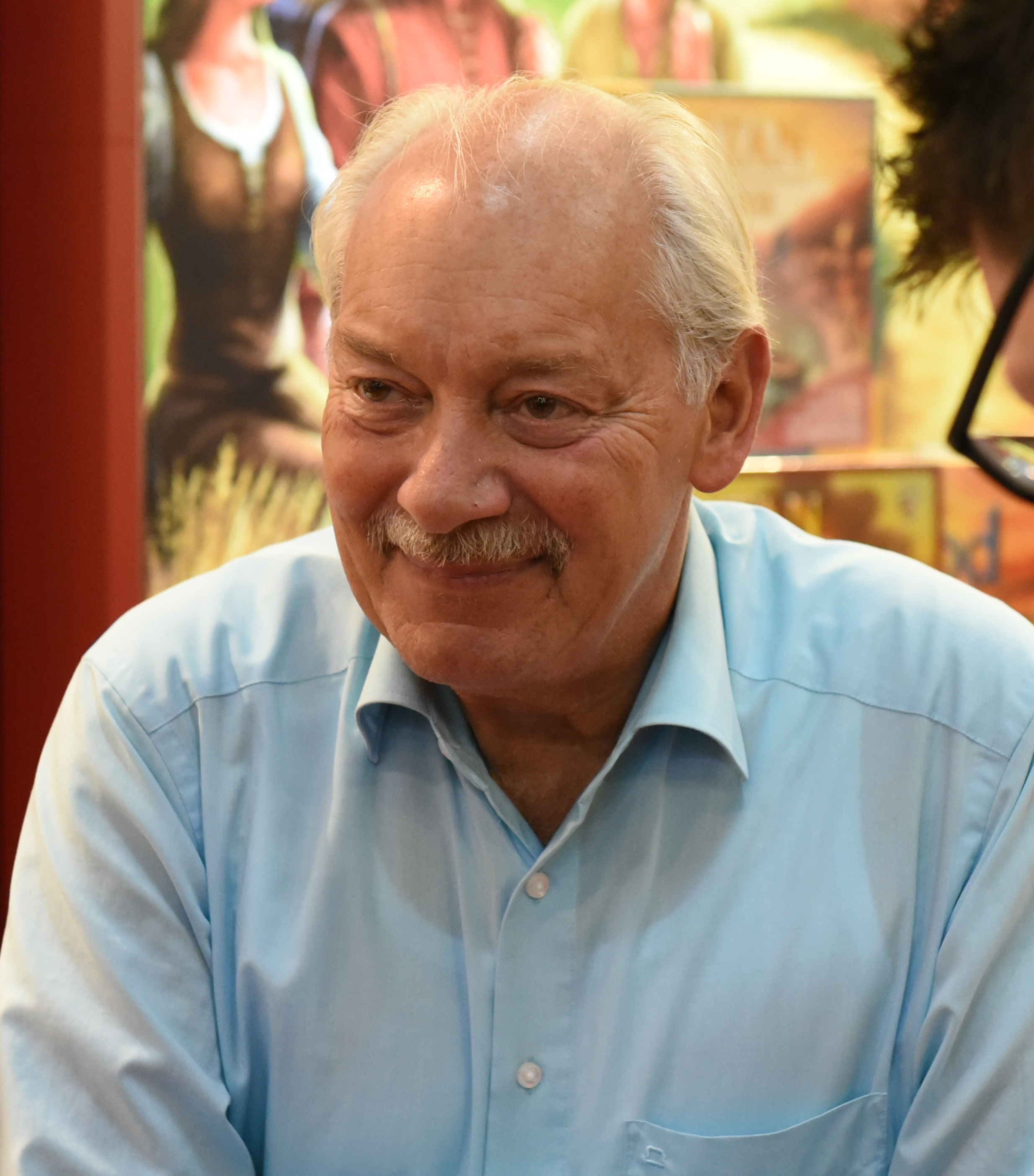
Klaus Teuber, designer alemão

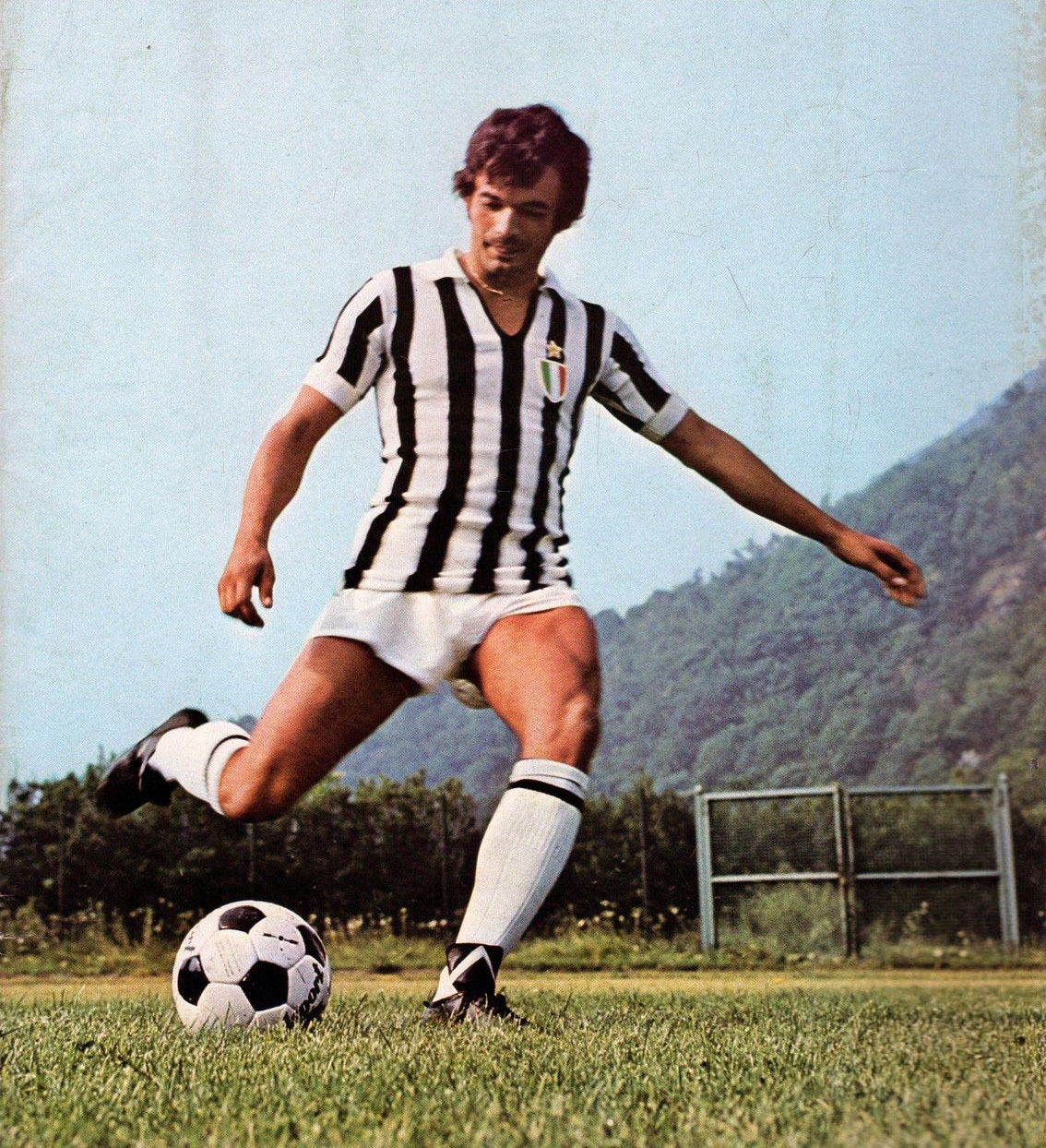
Sergio Gori, futebolista italiano

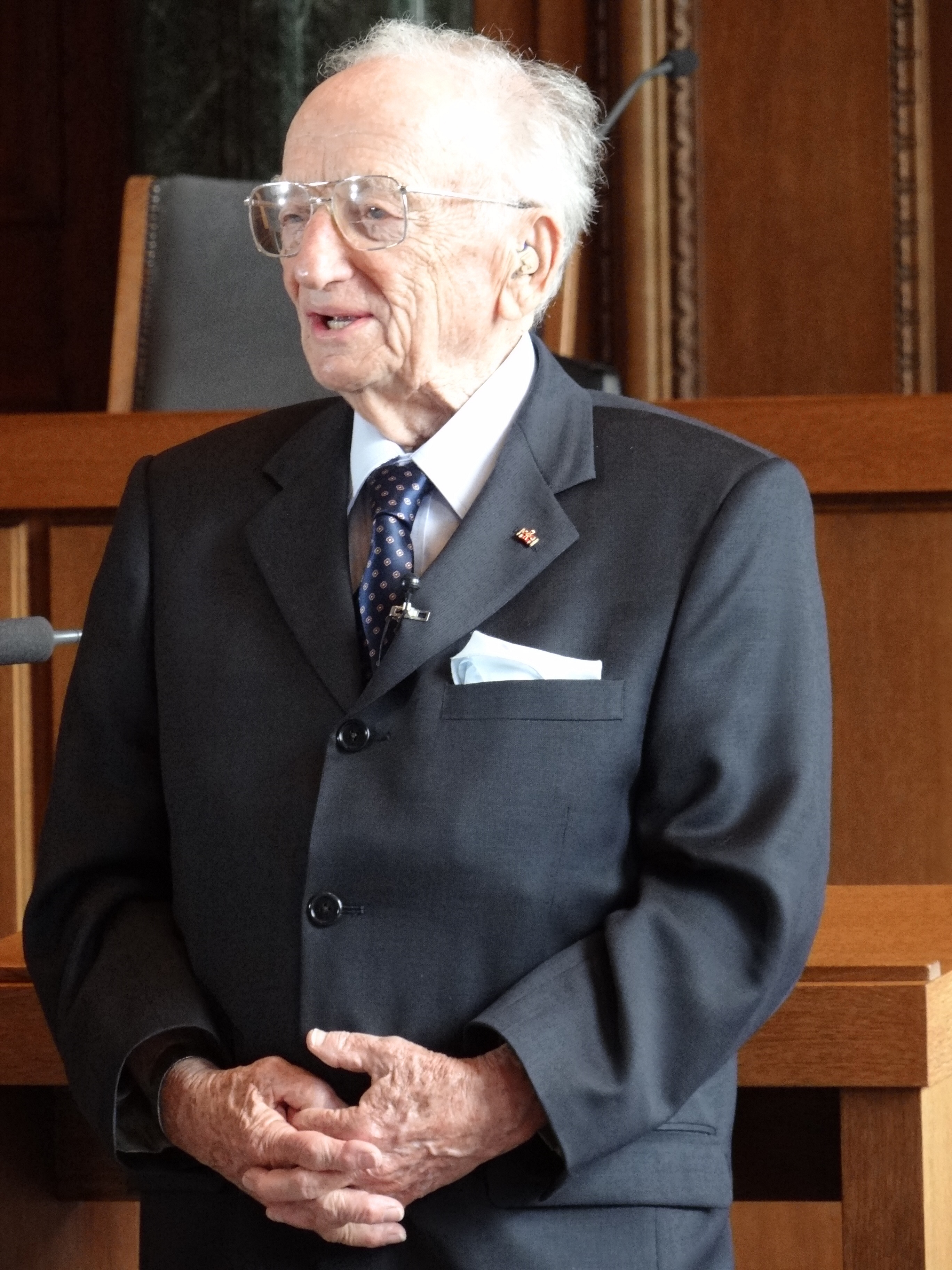
Ben Ferencz, advogado estadunidense

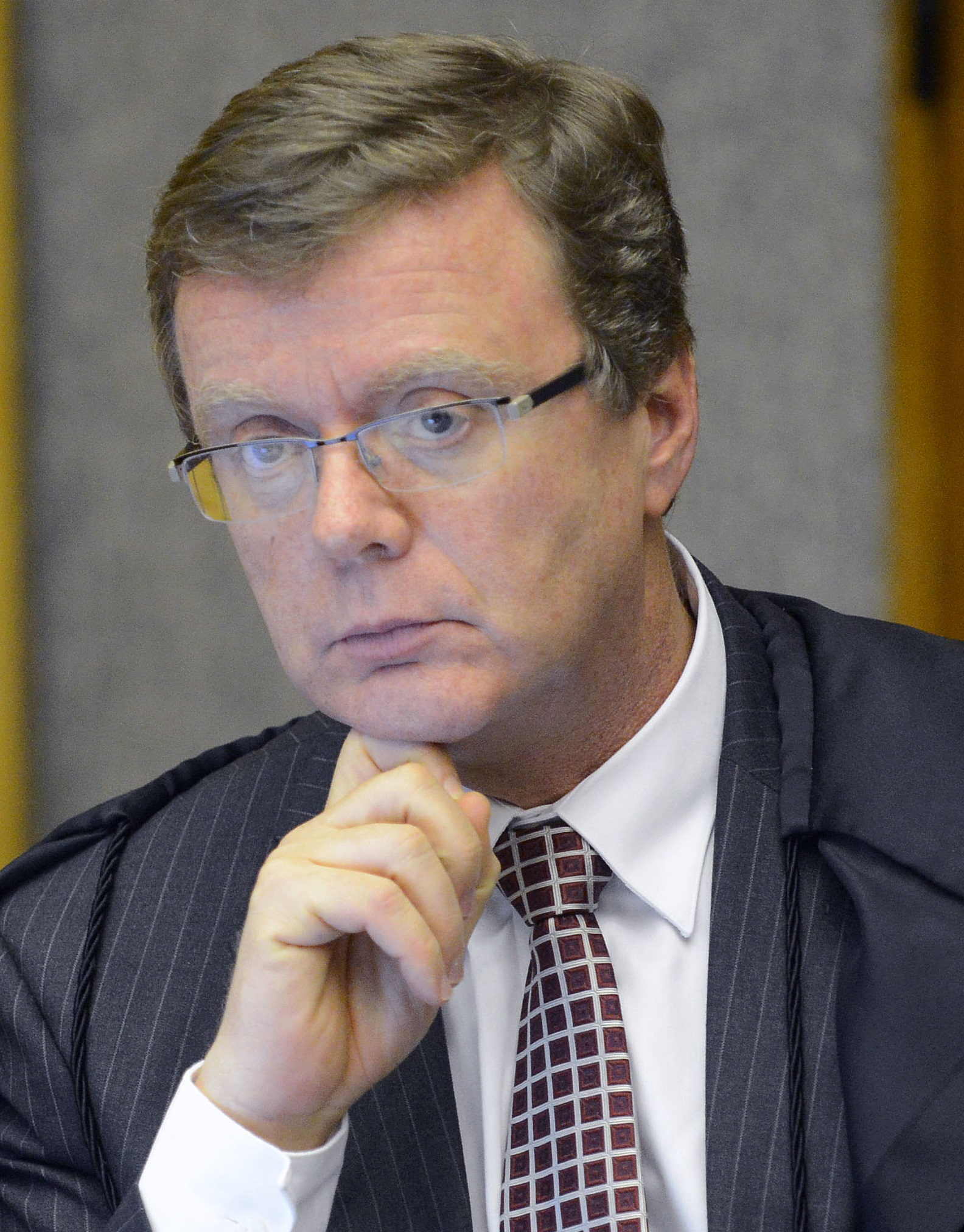
Paulo de Tarso Sanseverino, jurista brasileiro

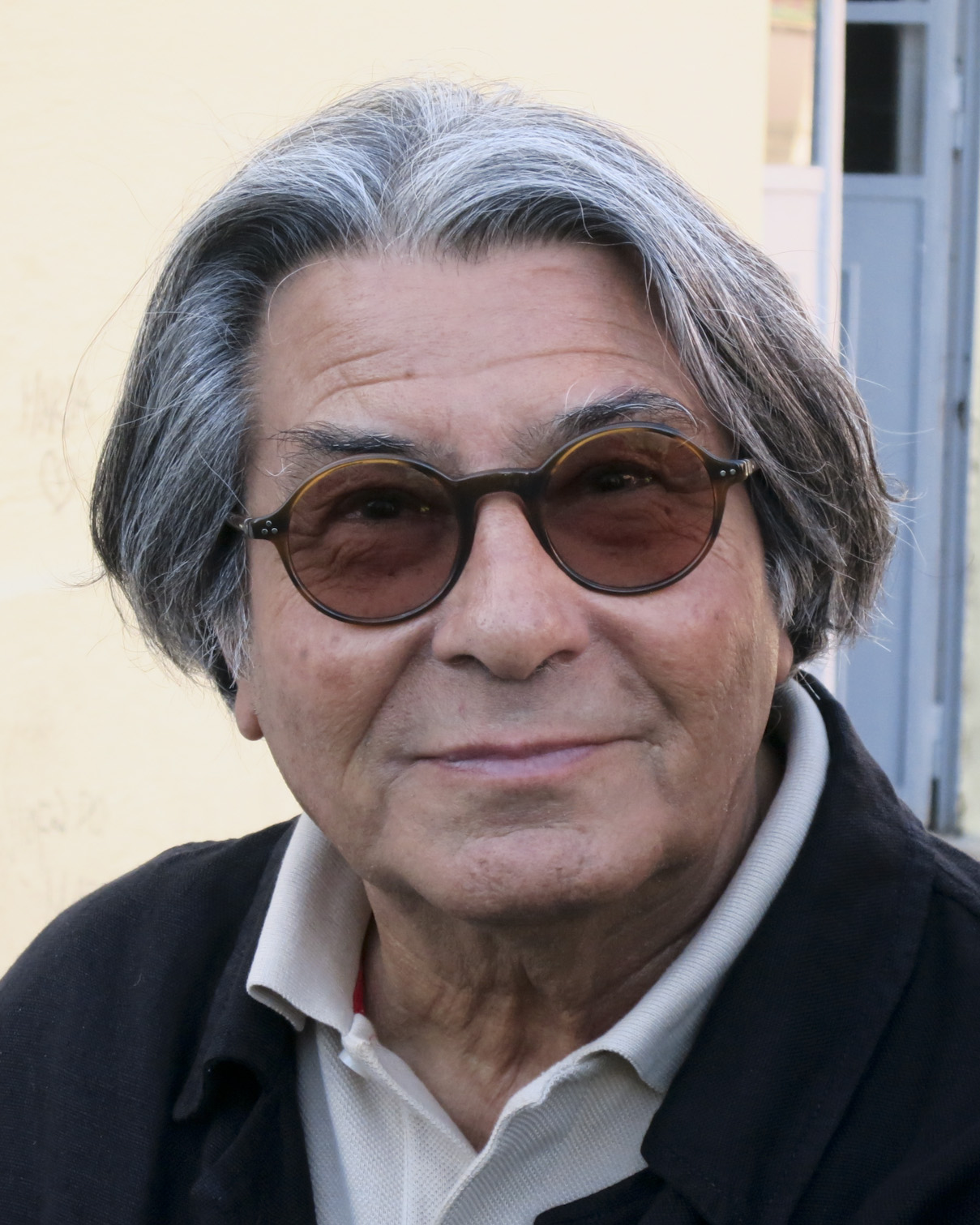
Manuel Baptista, artista plástico português

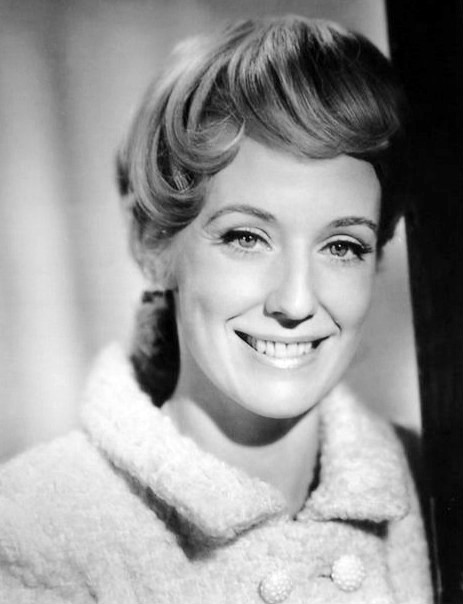
Elizabeth Hubbard, atriz estadunidense

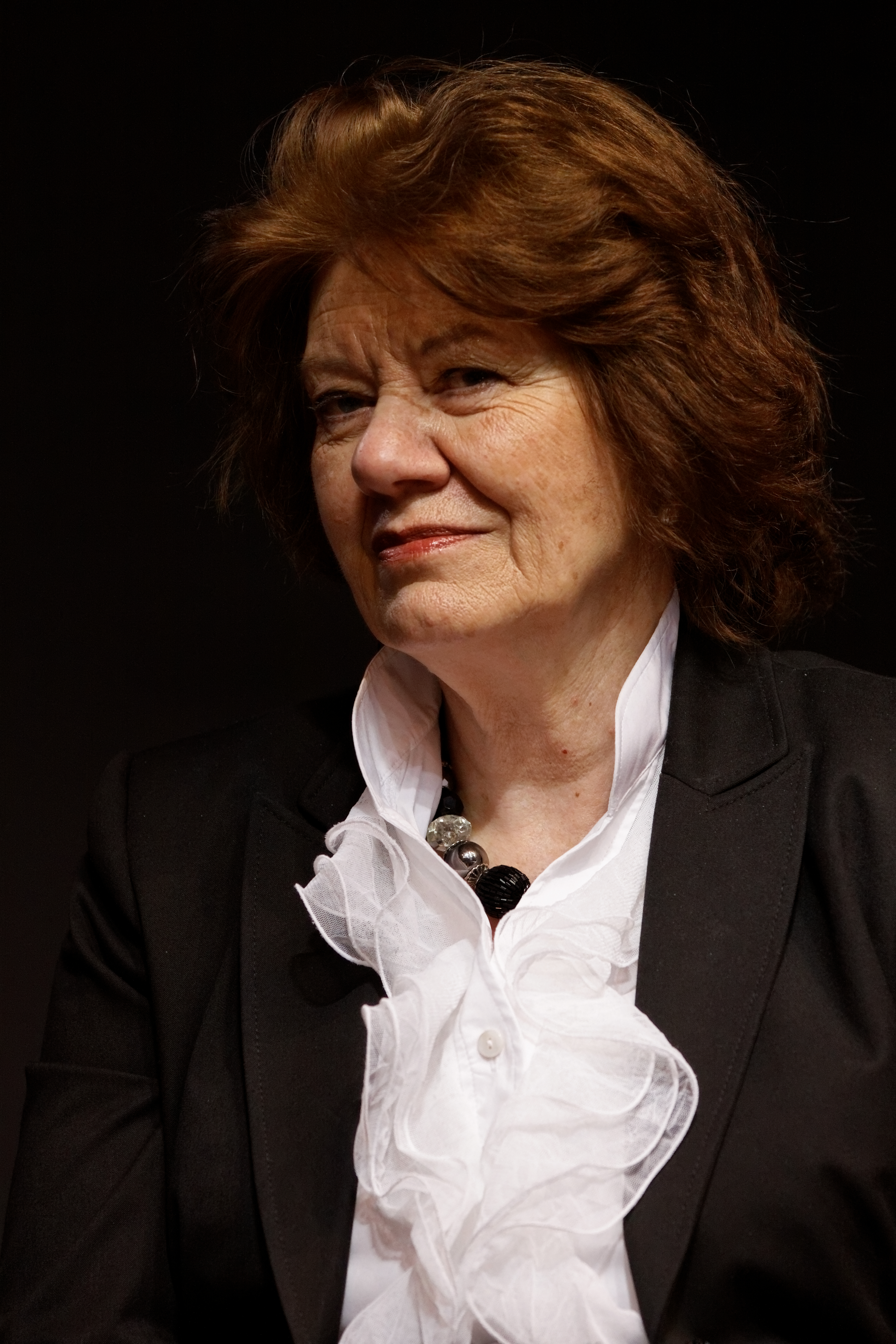
Anne Perry, escritora britânica

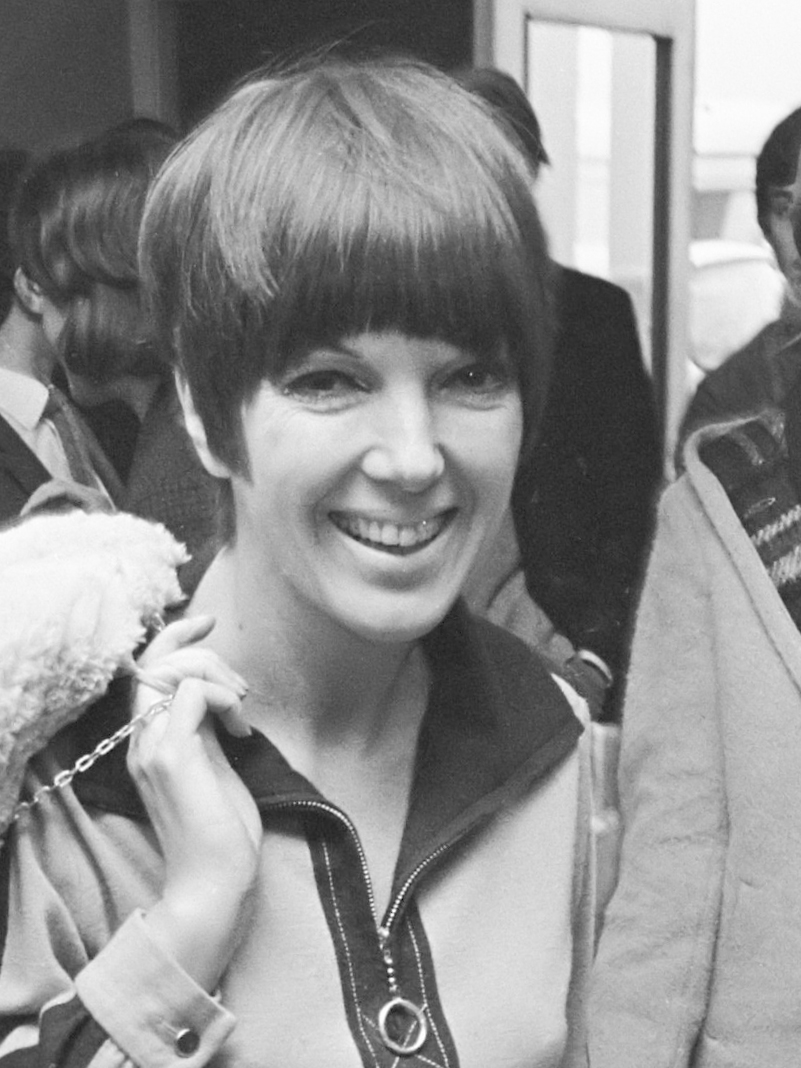
Mary Quant, estilista britânica

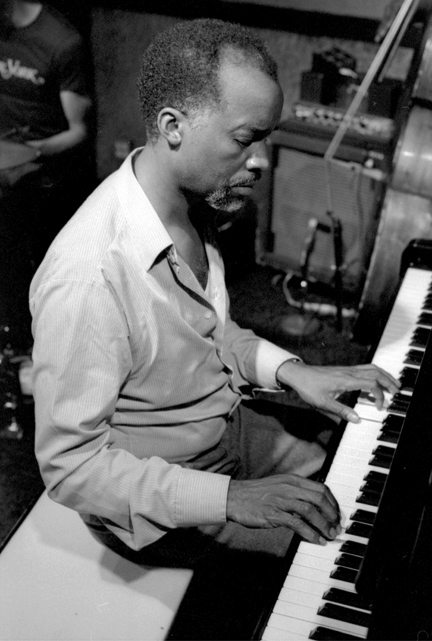
Ahmad Jamal, pianista estadunidense

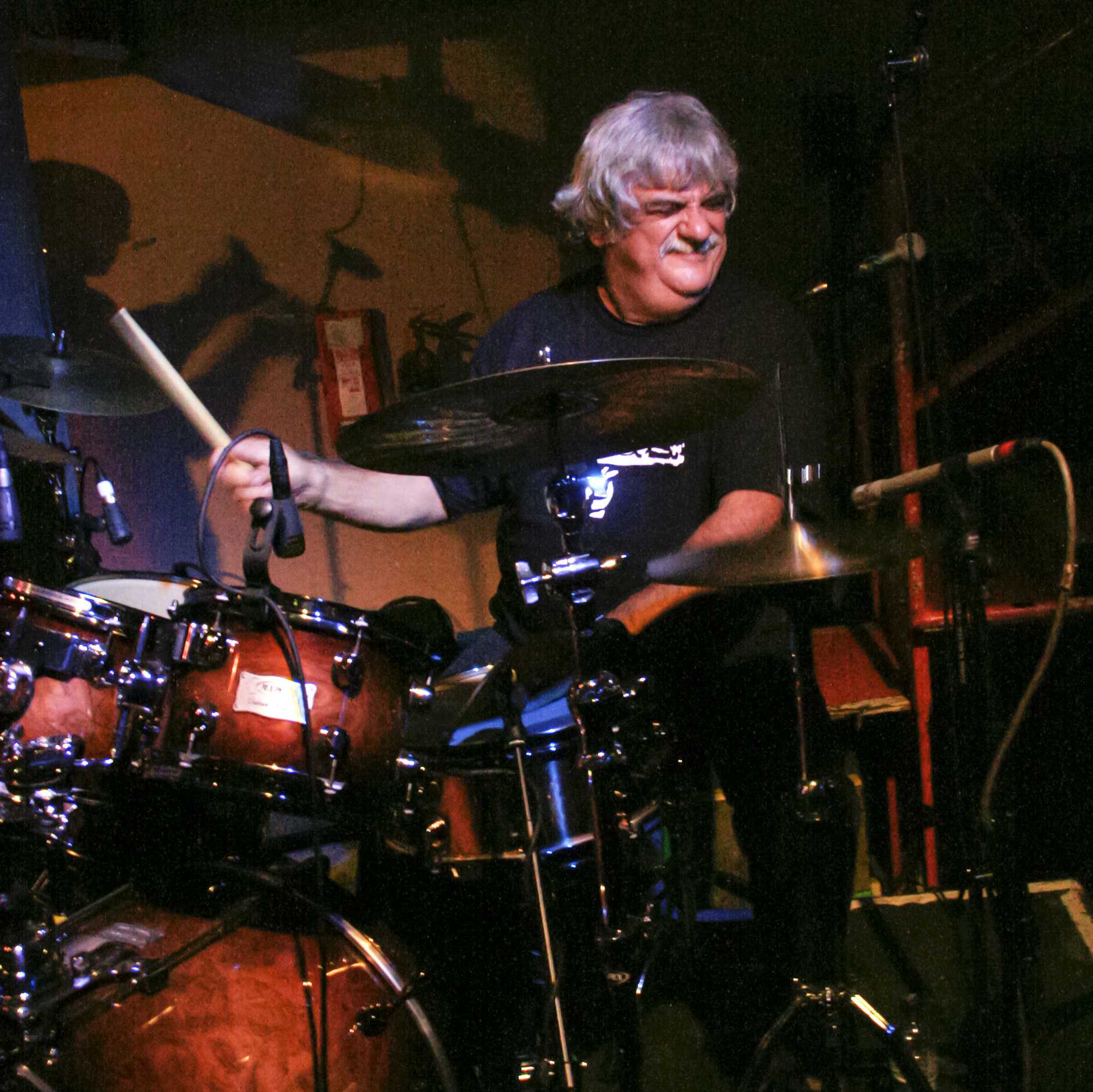
Ivan Conti, músico brasileiro

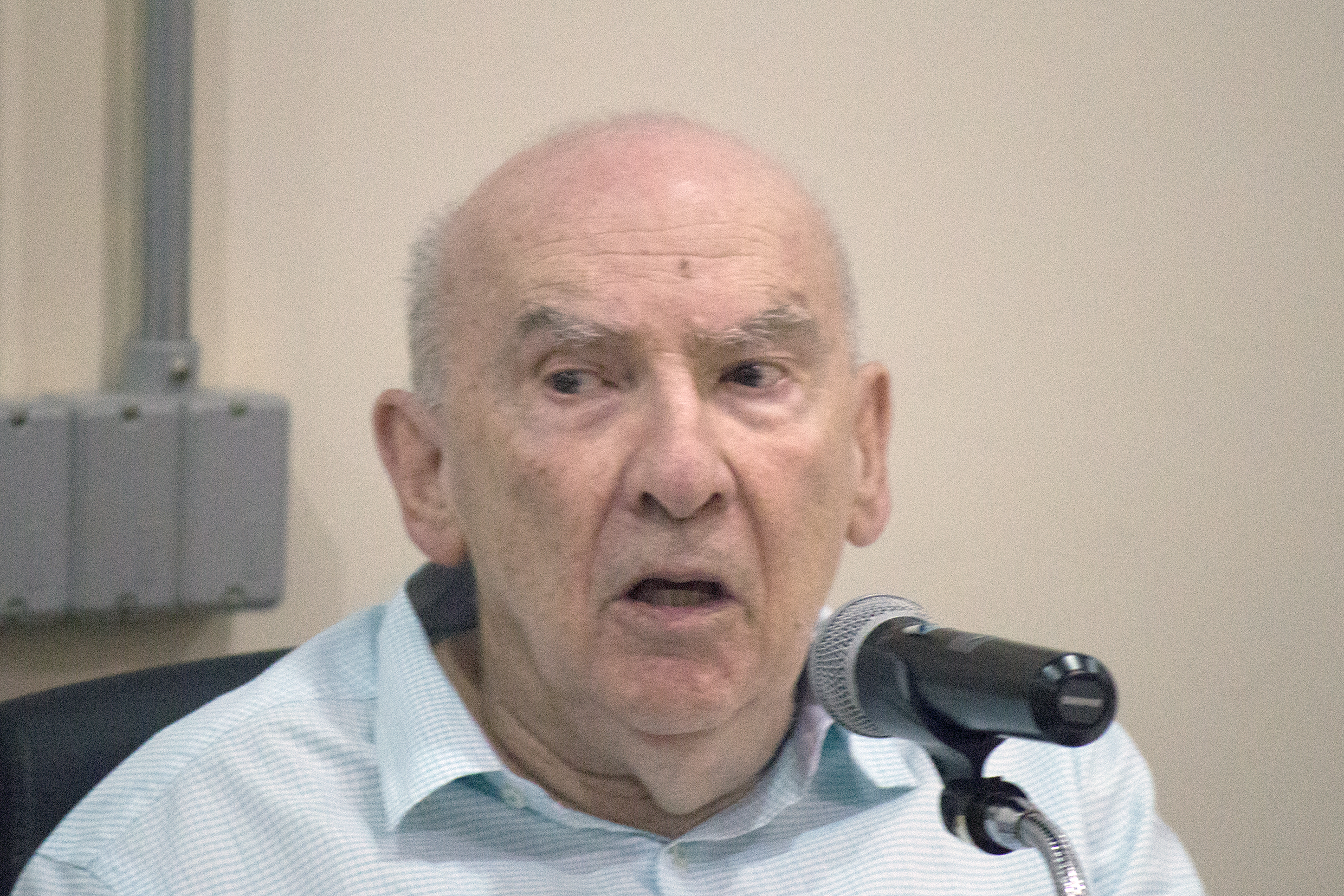
Boris Fausto, historiador brasileiro

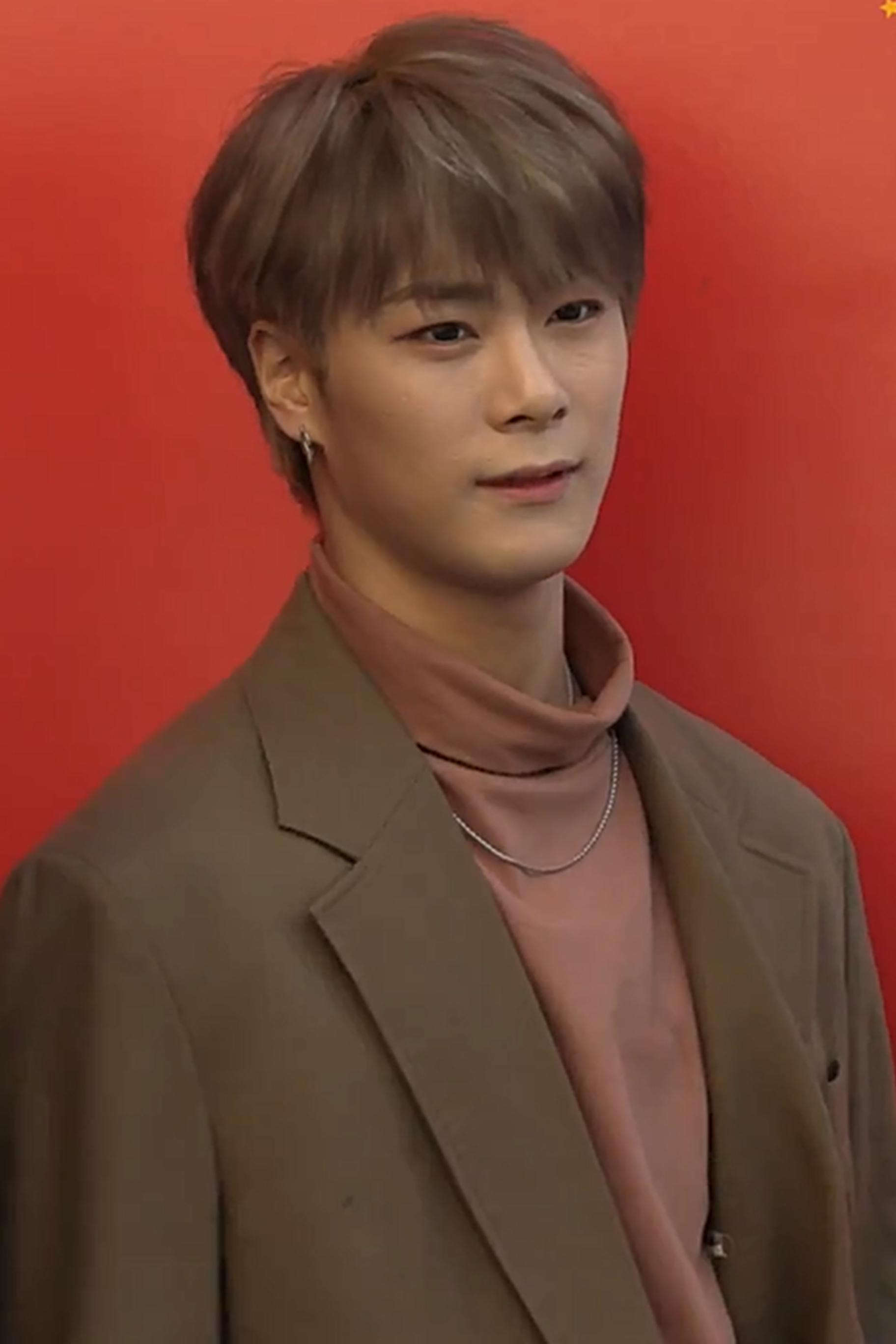
Moonbin, músico, modelo e ator sul-coreano

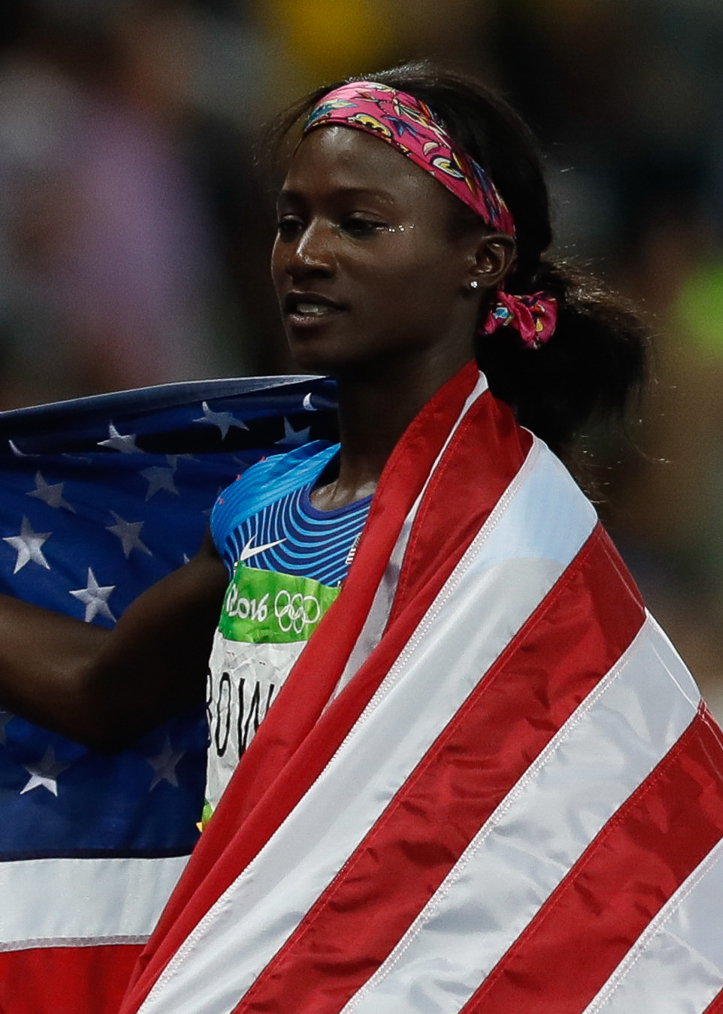
Tori Bowie, velocista estadunidense

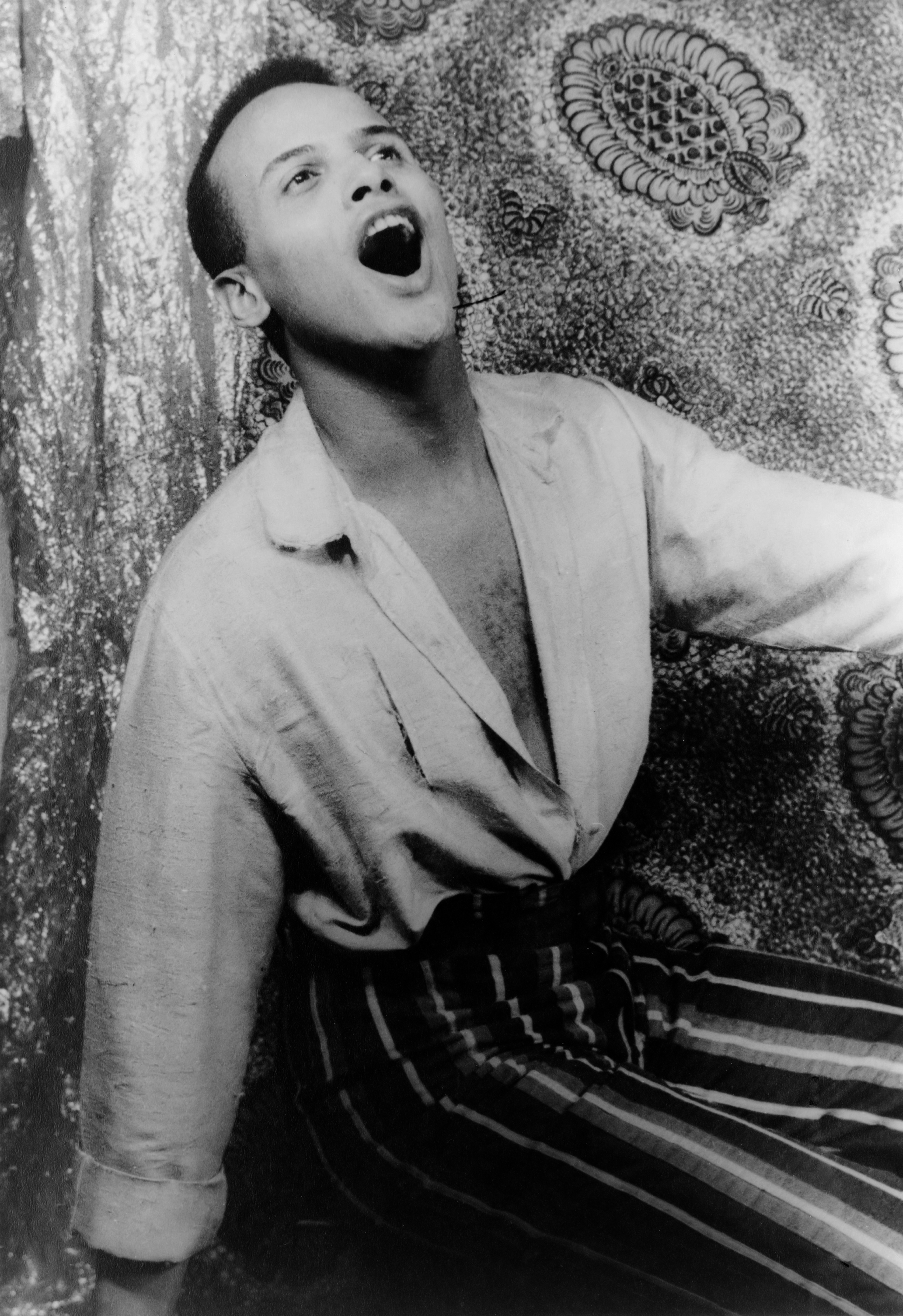
Harry Belafonte, músico, ator e ativista estadunidense

| Dia | Nome                                  | Profissão ou motivo de reconhecimento | Nacionalidade                  | Nasc.     | Ref    |
| --- | ------------------------------------- | ------------------------------------- | ------------------------------ | --------- | ------ |
| 1   | Lúcio Ignácio Baumgaertner            | Prelado                               | Brasil                         | 1931      | [ 1 ]  |
| 1   | Hristo Jivkov                         | Ator                                  | Bulgária                       | 1975      | [ 2 ]  |
| 1   | Léa Camargo                           | Atriz                                 | Brasil                         | 1933      | [ 3 ]  |
| 1   | Dario Campeotto                       | Cantor e ator                         | Dinamarca                      | 1939      | [ 4 ]  |
| 1   | Kwame Brathwaite                      | Fotógrafo                             | Estados Unidos                 | 1938      | [ 5 ]  |
| 1   | Klaus Teuber                          | Designer de jogos de tabuleiro        | Alemanha                       | 1952      | [ 6 ]  |
| 1   | Albert Ndele                          | Político e banqueiro                  | República Democrática do Congo | 1930      | [ 7 ]  |
| 2   | José Jovêncio Balestieri              | Prelado                               | Brasil                         | 1939      | [ 8 ]  |
| 3   | Nigel Lawson                          | Político e jornalista                 | Reino Unido                    | 1932      | [ 9 ]  |
| 4   | Andrés García                         | Ator                                  | México/ República Dominicana   | 1941      | [ 10 ] |
| 4   | Rinaldo Amorim                        | Futebolista                           | Brasil                         | 1941      | [ 11 ] |
| 5   | Sergio Gori                           | Futebolista                           | Itália                         | 1946      | [ 12 ] |
| 5   | Albert Edward Baharagate              | Prelado                               | Uganda                         | 1930      | [ 13 ] |
| 5   | Duško Gojković                        | Músico                                | Sérvia/ Iugoslávia             | 1931      | [ 14 ] |
| 5   | Khalid Naciri                         | Político                              | Marrocos                       | 1946      | [ 15 ] |
| 6   | Norman Reynolds                       | Diretor de arte                       | Reino Unido                    | 1934      | [ 16 ] |
| 6   | Nei Paulo Moretto                     | Prelado                               | Brasil                         | 1936      | [ 17 ] |
| 6   | Paul Cattermole                       | Músico                                | Reino Unido                    | 1977      | [ 18 ] |
| 6   | Agostinho Ferreira Barrias            | Empresário                            | Portugal                       | 1938      | [ 19 ] |
| 7   | Harry Lorayne                         | Ilusionista                           | Estados Unidos                 | 1926      | [ 20 ] |
| 7   | Ben Ferencz                           | Advogado                              | Estados Unidos                 | 1920      | [ 21 ] |
| 7   | Larisa Bergen                         | Voleibolista                          | Cazaquistão/ União Soviética   | 1949      | [ 22 ] |
| 7   | Philippe Bouvatier                    | Ciclista                              | França                         | 1964      | [ 23 ] |
| 7   | Elisabeth Kopp                        | Política                              | Suíça                          | 1936      | [ 24 ] |
| 7   | João Esteves de Oliveira              | Economista e galerista                | Portugal                       | 1946      | [ 25 ] |
| 8   | Paulo de Tarso Sanseverino            | Jurista                               | Brasil                         | 1959      | [ 26 ] |
| 8   | Manuel Baptista                       | Artista plástico                      | Portugal                       | 1936      | [ 27 ] |
| 8   | Otto Thomas Solbrig                   | Ativista                              | Argentina                      | 1930      | [ 28 ] |
| 8   | Michael Lerner                        | Ator                                  | Estados Unidos                 | 1941      | [ 29 ] |
| 8   | Elizabeth Hubbard                     | Atriz                                 | Estados Unidos                 | 1933      | [ 30 ] |
| 8   | Kenneth McAlpine                      | Automobilista                         | Reino Unido                    | 1920      | [ 31 ] |
| 9   | Leite Chaves                          | Político                              | Brasil                         | 1929      | [ 32 ] |
| 9   | Ettore Fiorini                        | Físico                                | Itália                         | 1933      | [ 33 ] |
| 9   | Emmanuel Cavalcanti                   | Ator                                  | Brasil                         | 1936      | [ 34 ] |
| 9   | Holger Sundström                      | Velejador                             | Suécia                         | 1925      | [ 35 ] |
| 10  | Fernando Sánchez Dragó                | Escritor                              | Espanha                        | 1936      | [ 36 ] |
| 10  | Al Jaffee                             | Cartunista                            | Estados Unidos                 | 1921      | [ 37 ] |
| 10  | Andrzej Bławdzin                      | Ciclista                              | Polónia                        | 1938      | [ 38 ] |
| 11  | Meir Shalev                           | Escritor                              | Israel                         | 1948      | [ 39 ] |
| 11  | Cynara                                | Cantora                               | Brasil                         | 1945      | [ 40 ] |
| 11  | Anne Perry                            | Escritora                             | Reino Unido                    | 1938      | [ 41 ] |
| 12  | Ivo Babuška                           | Matemático                            | Chéquia/ Estados Unidos        | 1926      | [ 42 ] |
| 13  | Mary Quant                            | Estilista                             | Reino Unido                    | 1930      | [ 43 ] |
| 13  | Julia Ituma                           | Voleibolista                          | Itália                         | 2004      | [ 44 ] |
| 13  | Tibor Debreceni                       | Ciclista                              | Hungria                        | 1946      | [ 45 ] |
| 14  | Mark Sheehan                          | Guitarrista, cantor e compositor      | Irlanda                        | 1976      | [ 46 ] |
| 14  | Fughetti Luz                          | Cantor e compositor                   | Brasil                         | 1947      | [ 47 ] |
| 15  | Francisco Viti                        | Prelado                               | Angola                         | 1933      | [ 48 ] |
| 15  | Hugo de Brito Machado                 | Jurista                               | Brasil                         | 1940      | [ 49 ] |
| 16  | Ahmad Jamal                           | Pianista                              | Estados Unidos                 | 1930      | [ 50 ] |
| 16  | Antônio Celso de Queiroz              | Prelado                               | Brasil                         | 1933      | [ 51 ] |
| 17  | Aracely de Paula                      | Político                              | Brasil                         | 1941      | [ 52 ] |
| 17  | Joaquim Pessoa                        | Poeta                                 | Portugal                       | 1948      | [ 53 ] |
| 17  | Ivan Conti                            | Músico                                | Brasil                         | 1946      | [ 54 ] |
| 17  | Valdomiro Silva                       | Pastor                                | Brasil                         | 1930      | [ 55 ] |
| 17  | João Restiffe                         | Ator                                  | Brasil                         | 1925      | [ 56 ] |
| 18  | Charles Stanley                       | Pastor                                | Estados Unidos                 | 1932      | [ 57 ] |
| 18  | Boris Fausto                          | Historiador                           | Brasil                         | 1930      | [ 58 ] |
| 18  | Pablo González Casanova               | Advogado e sociólogo                  | México                         | 1922      | [ 59 ] |
| 19  | Moonbin                               | Músico, modelo e ator                 | Coreia do Sul                  | 1998      | [ 60 ] |
| 19  | Elena Pampoulova                      | Tenista                               | Bulgária                       | 1972      | [ 61 ] |
| 20  | Josep Fusté                           | Futebolista                           | Espanha                        | 1941      | [ 62 ] |
| 20  | Ada Mello                             | Política                              | Brasil                         | 1953      | [ 63 ] |
| 20  | Thomas Robb                           | Supremacista                          | Estados Unidos                 | 1946      | [ 64 ] |
| 20  | John Wright                           | Editor de filmes                      | Estados Unidos                 | 1943/1944 | [ 65 ] |
| 21  | Juan Carlos Sarnari                   | Futebolista                           | Argentina                      | 1942      | [ 66 ] |
| 21  | Stanley Deser                         | Físico                                | Estados Unidos                 | 1931      | [ 67 ] |
| 21  | John O'Sullivan                       | Ciclista                              | Austrália                      | 1933      | [ 68 ] |
| 22  | Barry Humphries                       | Ator                                  | Austrália                      | 1934      | [ 69 ] |
| 22  | André Pomba                           | DJ e músico                           | Brasil                         | 1964      | [ 70 ] |
| 22  | Frank Shu                             | Astrônomo                             | China/ Estados Unidos          | 1943      | [ 71 ] |
| 23  | Jacy Miguel Scanagatta                | Político                              | Brasil                         | 1934      | [ 72 ] |
| 23  | Celso Borges                          | Poeta                                 | Brasil                         | 1959      | [ 73 ] |
| 23  | Paulo Jorge Freire de Melo            | Artista                               | Brasil                         | 1944      | [ 74 ] |
| 23  | Tori Bowie                            | Velocista                             | Estados Unidos                 | 1990      | [ 75 ] |
| 25  | Harry Belafonte                       | Músico, ator e ativista               | Estados Unidos                 | 1927      | [ 76 ] |
| 25  | Vera Kalashnikova-Krepkina            | Atleta                                | União Soviética/ Ucrânia       | 1933      | [ 77 ] |
| 25  | Catherine Morris                      | Patinadora                            | Reino Unido                    | ?         | [ 78 ] |
| 26  | Alzira Rufino                         | Escritora                             | Brasil                         | 1949      | [ 79 ] |
| 26  | Boris Budnikov                        | Velejador                             | Rússia/ União Soviética        | 1942      | [ 80 ] |
| 27  | Jerry Springer                        | Apresentador de televisão             | Estados Unidos                 | 1944      | [ 81 ] |
| 28  | Jim Fox                               | Pentatleta                            | Reino Unido                    | 1941      | [ 82 ] |
| 28  | Harold Kushner                        | Rabino                                | Estados Unidos                 | 1935      | [ 83 ] |
| 28  | Ranajit Guha                          | Historiador                           | Índia                          | 1923      | [ 84 ] |
| 28  | Robson Gracie                         | Lutador e mestre de jiu-jitsu         | Brasil                         | 1935      | [ 85 ] |
| 29  | Yuri Korolev                          | Ginasta                               | Rússia/ União Soviética        | 1962      | [ 86 ] |
| 29  | Abu al-Hussein al-Husseini al-Qurashi | Terrorista                            | Iraque                         | ?         | [ 87 ] |
| 30  | Ralph Boston                          | Atleta                                | Estados Unidos                 | 1939      | [ 88 ] |
| 30  | Tony Doyle                            | Ciclista                              | Reino Unido                    | 1958      | [ 89 ] |
| 30  | Luís Carmelo                          | Escritor                              | Portugal                       | 1954      | [ 90 ] |